# وب‌سنجی
وب‌سنجی علم مطالعه کمّی شبکه جهانی وب است. از اواسط دهه ۱۹۹۰ حوزه پژوهشی جدیدی به نام «وب‌سنجی» بر پایه روش‌های اطلاع‌سنجی و کتاب‌سنجی در حوزه علوم کتابداری و اطلاع‌رسانی به وجود آمد که به پژوهش دربارهٔ ماهیت و خصوصیات وب می‌پردازد. مطالعه روی وب را آلمایند و اینگورسن (۱۹۹۷) وب‌سنجی نامیده یا در مجله‌ای الکترونیکی با عنوان سایبرمتریک در سال ۱۹۹۷، سایبرمتریک (مجازی‌سنجی) نامگذاری شده‌است. وب‌سنجی شباهت‌های زیادی با مطالعات علم‌سنجی، اطلاع‌سنجی و کتاب‌سنجی دارد.

به‌طور کلی پژوهش‌های وب سنجی درون دو گروه کلی قرار می‌گیرند: یکی تحلیل پیوند و دیگری ارزیابی عملکرد موتورهای کاوش (سهیلی و دیگران، ۱۳۸۹، ص ۱۵۸ و۱۵۹).

بحث مهم در مطالعات وب سنجی، بررسی جنبه‌های مختلف پیوندها و استنادهای وبی است که با مطالعه و بررسی این عناصر می‌توان ارتباطات علمی در محیط وب را سنجید .
چهار حوزه زیر، پژوهش‌های مرتبط با وب سنجی به‌شمار می‌آیند:
1. تحلیل محتوای صفحات وب
2. تحلیل ساختار پیوندهای وبی
3. تحلیل میزان استفاده از وب
4. تحلیل فناورانه وب (شامل عملکرد موتورهای کاوش) [۱].

در روابط میان حوزه‌های علم سنجی، کتاب سنجی، وب سنجی باید گفت که حوزه وب سنجی را کتاب سنجی کاملاً احاطه کرده‌است. زیرا اسناد وبی، اطلاعات ثبت شده‌ای هستند که در خدمتگرهای وب ذخیره شده‌اند. که این ثبت شدن، برخلاف اسناد کاغذی، امکان دارد موقتی باشد. وب سنجی را تاحدودی علم سنجی پوشش داده است؛ همانگونه که امروزه خیلی از فعالیت‌های تحقیقاتی مبتنی بر وب هستند .

وب سنجی به چند دلیل برای یک پژوهشگر مبتدی حوزه‌ای جذاب است: اولاً داده‌ها و ابزارهای آن رایگان هستند؛ دوم انکه حوزه تقریباً جدیدیست، از این رو یافتن پرسش‌های پژوهش در آن آسان است؛ و سوم، از آنجا که وب متغیر است یافتن سوالات پژوهشی جدید و جذاب، ساده است (تلوال، ۱۳۸۹، ص ۲۲).
پس می‌توان گفت در واقع، وب‌سنجی به بررسی جنبه‌های کمی منابع وب و تحلیل پیوندها با استفاده از قوانین کتاب‌سنجی و اطلاع‌سنجی می‌پردازد. یکی از زیر شاخه‌های وب‌سنجی، ضریب تأثیرگذاری وب است.
در ایران وب سنجی (وبومتریک) را ایمان حلاوتی بنیانگذاری کرده‌است،وی هم‌اکنون رئیس انستیتو وبومتریک ایران است.